# Дві глави з сімейної хроніки
«Дві глави з сімейної хроніки» (рос. «Две главы из семейной хроники») — радянський художній фільм 1982 року, знятий на кіностудії «Мосфільм».

## Сюжет
Перед від'їздом в СРСР західнонімецький журналіст зустрічається з батьком, який був у 1922 році в Росії, де зустрів, полюбив і назавжди втратив російську перекладачку. Через шістдесят років син їде по маршруту батька…

## У ролях
- Наталія Бєлохвостікова — Ірина Благоволіна
- Альберт Філозов — Рудольф Доманн, журналіст, син Манфреда
- Борис Плотников — Манфред в молодості
- Бруно Фрейндліх — Манфред
- Родіон Нахапетов — Гаммер в молодості
- Марк Прудкін — Гаммер
- Олександр Сафронов — Володимир Данилов в молодості
- Вацлав Дворжецький — Володимир Данилов
- Вайва Майнеліте — Лінда, дружина Рудольфа Доманна
- Сайра Ісаєва —Сайра
- Костянтин Михайлов — сусід Ірини
- Ернст Романов — Калінін
- Олександр Вокач — Мартенс
- Коте Махарадзе — коментатор футбольного матчу
- Рустам Сагдуллаєв — Рустам, комсомолець
- Олена Михайлова — Ніна
- Софія Павлова — Надя, монтажер
- Карен Геворкян — басмач
- Єлизавета Нікіщихіна — жінка з дитиною на проході німецьких військовополонених
- Вероніка Ізотова — звукорежисер
- Олександра Турган — Грета, секретар голови телеканалу
- Олексій Булатов — оператор
- Катаріна Кухінке — епізод
- Норберт Кухінке — іноземний журналіст
- Дірк Загер — іноземний журналіст
- Сергій Рахлін — епізод
- Леонід Ярмольник — Ганс Веллер, репортер
- Лаймонас Норейка — Кляйн, голова телеканалу
- Сергій Коммунар — епізод
- Павло Махотін — зустрічаючий
- Антон Барщевський — син Доманна
- Дарина Віоліна — дочка Доманна
- Григорій Гурвич — іноземний журналіст
- Гліб Плаксін — іноземний журналіст
- Галина Левченко — епізод
- Олег Абрамов — епізод
- Людмила Солоденко — епізод
- Рано Хамраєва — епізод
- Михайло Херхеулідзе — футбольний уболівальник з вином

## Знімальна група
- Режисер — Дмитро Барщевський
- Сценарист — Наталія Віоліна
- Оператор — Микола Олоновський
- Композитор — Олександр Бєляєв
- Художники — Наталія Мєшкова, Павло Сафонов